# Léopold Simoneau
Pour les articles homonymes, voir Simoneau.
Léopold Simoneau, né le 3 mai 1916 à Saint-Flavien de Lotbinière (Québec) et mort le 24 août 2006 à Victoria (Colombie-Britannique), est un ténor canadien.
Il est considéré comme l'un des meilleurs interprètes, au XXe siècle, des opéras de Mozart.

## Biographie

### Origines et formation
Léopold Simoneau nait le 3 mai 1916 à Saint-Flavien. Il connaît peu sa mère, Olivine Boucher, qui décède de la grippe espagnole le 3 mars 1917. Son père, Léopold Simoneau produit du fromage et du beurre et est responsable du chœur paroissial. Léopold Simoneau fait partie d'une famille de dix enfants. Il passe une partie de sa jeunesse à Lawrence, aux États-Unis, chez sa sœur Florida. Un peu plus tard, il déménage près de Québec chez une autre de ses sœurs. Il fait alors ses études au Collège de Lévis, où il étudie le français, le latin et le grec, entre autres. C'est à ce moment qu'il se familiarise avec le chant, dans ce cas-ci le chant grégorien, puisque l'institution est catholique. Son intérêt est d'autant plus grandissant lorsqu'il écoute pour la première fois un enregistrement de l'air Il mio tesoro tiré de l'opéra Don Giovanni de Mozart. En 1939, il prend quelques cours de chant avec le professeur Émile Larochelle à Québec,. Il étudie ensuite à Montréal chez Salvator Issaurel (de). C'est alors qu'il rencontre la chanteuse québécoise Pierrette Alarie (1921-2011), qu'il épouse en 1946. Ils auront deux filles, Isabelle et Chantal.

### Carrière

#### Chanteur lyrique
Il fait ses premiers pas sur scène en 1941 avec les Variétés lyriques en incarnant le personnage de Hadji dans l'opéra Lakmé de Léo Delibes. Durant cette période, il participe à d'autres productions des Variétés lyriques dont Le Barbier de Séville de Rossini et La traviata de Verdi. En 1943, il tient le rôle de Don Curzo de l’œuvre Les Noces de Figaro de Mozart dans une production de la Opera Guild of Montreal dirigée par le chef Thomas Beecham,. C'est à ce moment que l'association Simoneau-Mozart débute. En 1944, il gagne le prix Archambault et déménage à New York pour étudier avec le ténor Paul Althouse (en).
En 1949, il fait une apparition remarquée à l'Opéra-Comique de Paris dans l'opéra Mireille de Gounod dans lequel il tient le rôle de Vincent. L'année suivante, sa carrière à l'international et sa réputation en tant que ténor mozartien prend son envol grâce à son interprétation du rôle Ferrando dans Così fan tutte de Mozart au Festival international d'art lyrique d'Aix-en-Provence,. En 1953, il enregistre le rôle de Nadir des Pêcheurs de perles de Georges Bizet, aux côtés de son épouse, sous la direction de Jean Fournet[réf. nécessaire]. Au cours des années 1950, il se produit également en duo avec Pierrette Alarie sur les scènes de différents festivals européens dont ceux d'Aix-en-Provence, de Glyndebourne et de Salzbourg. Son incarnation de Ferrando dans Così fan tutte, sous la direction de Karajan (à la tête du Philharmonia), avec notamment Elisabeth Schwarzkopf en Fiordiligi, est légendaire. Sa participation à Don Giovanni avec Karajan à La Scala de Milan est aussi remarquée. L'air Un'aura amorosa de Così fan tutte offre une interprétation exemplaire, qui le confirme de façon définitive comme un ténor idéal du répertoire mozartien. En 1953 sous la direction de Thomas Scherman, il enregistre en 1953 L'Enfance du Christ de Berlioz sous la direction de Thomas Scherman. En 1954, il chante aux côtés de Maria Callas dans La traviata, une production de l'Opéra lyrique de Chicago. En 1956 il enregistre sous la direction de Dimitri Mitropoulos le Requiem de Berlioz; la même année, il revient au Canada pour travailler avec le Canadian Opera Company. Avec cette dernière, il participe à deux productions :  en 1956, Don Giovanni dans le rôle de Don Ottavio et, en 1957, La Flûte enchantée dans le rôle de Tamino. En 1959, il obtient, avec sa femme, la première édition du Prix Calixa-Lavallée, puis en 1961, le Grand Prix du disque de l'Académie Charles-Cros de Paris. Ce dernier lui est remis pour récompenser un enregistrement d’œuvres de Mozart réalisé avec la collaboration de Pierrette Alarie et de l'Orchestre philharmonique d'Amsterdam. En 1963, il se produit pour la première fois au Metropolitan Opera (Met) à New York dans l'opéra Don Giovanni tenant le rôle de Don Ottavio, - un rôle qu'il tiendra à quatre reprises pour le Met. En 1968, il participe à l'enregistrement québécois de l'opéra Colas et Colinette, composé par Joseph Quesnel et reconstitué par Godfrey Ridout.
En 1969, il renonce à sa carrière de chanteur pour se consacrer à la promotion du chant après avoir, entre autres, interprété Don Ottavio dans Don Giovanni à plus de 185 reprises. Il chante pour la dernière fois en public le 24 novembre 1970, à l'ancien Forum de Montréal, dans Le Messie de Handel accompagné par l'Orchestre symphonique de Montréal,. Durant sa carrière de chanteur, il a travaillé sous la baguette des chefs les plus réputés dont Hebert von Karajan, Georg Solti, Tullio Serafin, Karl Böhm, Otto Klemperer, George Szell, Carlo Maria Giulini, Thomas Beecham, Dimitri Mitropoulos, Bruno Walter et Igor Stravinsky. De plus, il a chanté en Argentine, en Autriche, en Écosse, en Angleterre, en France, au Canada et aux États-Unis, entre autres,.
Il a été dirigé par Igor Stravinsky (pour Œdipus rex, avec Jean Cocteau à la narration, en 1952 lors du Festival du XXe siècle) et Karl Böhm, en plus d'accompagner Maria Callas, Glenn Gould et Joan Sutherland.

#### Professeur et directeur artistique
Il commence à enseigner au Conservatoire de musique de Québec en 1963[réf. nécessaire]. À partir de 1967, il est adjoint à la direction générale de la musique au ministère des Affaires culturelles du Québec. En 1971, il est fait officier de l'Ordre du Canada. La même année, il produit un rapport qui dénonce les carences en chant classique au Québec. Ce rapport conduira à la fondation cette même année de l'Opéra de Québec pour lequel il sera directeur artistique. Un an plus tard, après un début houleux pour l'Opéra de Québec, il démissionne de son poste et quitte la province. Peu après, en 1972, il déménage avec sa famille en Californie après avoir reçu une invitation pour enseigner au conservatoire de musique de San Francisco,. Il y occupe pendant plus de 10 ans le poste de professeur de technique vocale et d'interprétation et est membre de la direction du conservatoire,. De 1973 à 1977, lui et sa femme enseignent à l'École des Beaux-Arts de Banff, aujourd'hui le Centre d'arts de Banff, au Canada, durant la saison estivale. En 1978, sa carrière d'enseignant se poursuit à Victoria à la Johannesen School of the Arts.
En 1982, à Victoria, où ils ont élu domicile en avril de la même année, lui et sa femme fondent le programme de formation Canada Opera Picola voué aux jeunes chanteurs. Ensemble, ils dirigent ce programme jusqu'en 1988, alors que le manque de financement, entre autres, les obligent à y mettre fin. La même année Renée Maheu publie le livre Pierrette Alarie, Léopold Simoneau : deux voix, un art, un ouvrage biographique décrivant la vie de ces deux musiciens. Il est fait officier de l'Ordre des arts et des lettres de France en 1990. Le jeudi 4 janvier 1996, il obtient le titre de Compagnon de l'Ordre du Canada, le plus haut rang de cette distinction. Il est nommé d'officier de l'Ordre du Québec en 1997.
Léopold Simoneau a lui-même écrit L'Art du bel canto (paru en 2004 aux Éditions du Boréal), leçon de style et de chant pour les jeunes chanteurs. Il disait : « Jeunes chanteurs et chanteuses, cultivez lentement la voix que vous avez et non celle que vous voudriez avoir. Évitez de forcer prématurément son étendue et d'alourdir son intensité. La voix doit mûrir ; seul le chanteur patient ira loin. »

### Fin de vie
Il meurt le jeudi 24 août 2006, à Victoria, à l'âge de 90 ans, des suites du diabète.

## Honneurs
- 1944 - Concours de l'Orchestre symphonique de Montréal
- 1959 - Prix Calixa-Lavallée
- 1967 - Officier de l'Ordre du Canada
- 1972 - Médaille du Conseil canadien de la musique
- 1990 - Officier de l'Ordre des Arts et des Lettres de France
- 1992 - Prix du Gouverneur général pour les arts du spectacle
- 1996 - Compagnon de l'Ordre du Canada
- 1997 - Chevalier de l'Ordre national du Québec

## Discographie
- Mariage vocal parfait (CBC Record)[18]
- Hector Berlioz, Requiem, Léopold Simoneau, ténor, Wiener Staatsopernchor, Wiener Philarmoniker, dir. Dimitri Mitropoulos. (Enregistrement live 15/07/1956)  CD Orfeo 2018
- Hector Berlioz, Requiem, Léopold Simoneau, ténor, Choeur du New England Conservatory, BSO, dir Charles Munch (enregistrement 26-27/04/1959) LP RCA report CD

## Œuvre
- Léopold Simoneau (préf. Renée Maheu), L'art du bel canto (chant, étude et enseignement, belcanto), Montréal, Boréal, coll. « Boréal compact » (no 154), 2004, 2e éd. (1re éd. 1995), 160 p., 1 vol. (160 p.) : ill., [8] p. de pl. ; 19 cm (ISBN 2-7646-0288-X, BNF 40045695)